# Patty Jenkins
Patricia Lea Jenkins (sinh ngày 24 tháng 7 năm 1971) là một đạo diễn phim và biên kịch người Hoa Kỳ. Cô nổi tiếng khi đạo diễn các phim Monster (2003) và Wonder Woman (2017).